# Sabrina Carpenter
Sabrina Annlynn Carpenter (født 11. maj 1999) er en amerikansk sanger, sangskriver og skuespiller. Hun spiller den unge version af Chloe Goodwin i The Goodwin Games og Maya Hart i Disney Channel-serien ´´Girl meets world´´.  Hun spiller også med i filmen ´´Clouds´´ på Disney Channel. Hun har skrevet kontrakt med Hollywood Records. 
Sabrina Carpenter udkom med sit debutalbum, Eyes Wide Open (en) i 2015 til blandede anmeldelser, men blev først rigtig kendt efter hendes femte album Emails I Can't Send (en), som udkom i 2022.  
Albummet solgte over 500.000 enheder i Amerika, og toppede adskillige hitlister verden over. Singlerne Feather og Nonsense gik i øvrigt også viralt på hjemmesiden TikTok, og gav Sabrina muligheden for at åbne for Taylor Swift på hendes verdensomspændende tourne, The Eras Tour.
Carpenters ultimative gennembrud på verdensscenen kom i 2024, da hun udgav singlen Espresso, der med det samme strøg til toppen af hitlisterne. Efterfølgende udgav hun endnu et hit med sangen Please Please Please, der også opnåede kæmpe succes. I august samme år udkom hun med albummet Short n' Sweet, der blev en af de mest streamet album i 2024. I november 2024 blev hun nomineret i seks kategorier til Grammy Awards 2025 for albummet.